# 科尔贝伊-埃松
科尔贝伊-埃松（法語：Corbeil-Essonnes，發音：[kɔʁbɛj ɛsɔn] ⓘ），法国中北部城市，法兰西岛大区埃松省的一个市镇，隶属于埃夫里区，其市镇面积为11.01平方公里，2022年1月1日时人口数量为53,712人，在法国城市中排名第126位。
科尔贝伊-埃松位于埃松省东部，埃松河与塞纳河交汇处，于1951年由”科尔贝伊“和”埃松“两个市镇合并而成。科尔贝伊历史上因同名伯爵而闻名，近代为重要的面粉生产和加工基地，现代则是一座综合性的工商业城市，同时也是巴黎南部的一个远郊卫星城，通过法兰西岛大区快铁D线连接。

## 地名

### 中文译名
因翻译标准不同，在某些汉语文献中又被译为科尔贝-埃松、科尔贝-埃索讷或科贝伊埃松。

## 历史

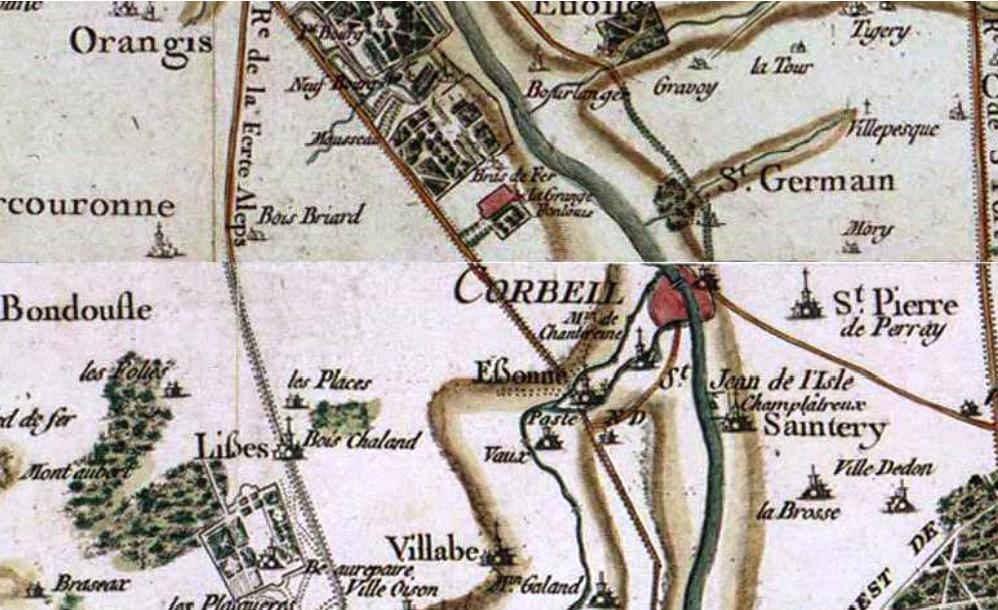
卡西尼地图上的科尔贝伊

科尔贝伊-埃松成立于1951年8月9日，由“科尔贝伊”和“埃松”两个市镇合并而成。
科尔贝伊建城于中世纪中期，公元946年，法兰克公爵伟大的于格创建了科尔贝伊伯爵爵位，科尔贝伊成为一个都城。1185年，医院骑士团在科尔贝伊建立了一处教堂。1258年，法兰西国王路易九世与阿拉贡国王海梅一世在此签订《科尔贝伊条约》，确定了朗格多克与加泰罗尼亚之间的分属问题。法国宗教战争期间，科尔贝伊曾成为重要的战场，西班牙第一名將亚历桑德罗·法尔内塞曾占领科尔贝伊，并以此为据点与（偉大者）亨利四世对戰。18世纪初，科尔贝伊境内建成了一处面粉作坊，但因管理不善，该作坊多次发生粉尘爆炸事故。
埃松历史上则长期为一处普通农业村落，因境内的葡萄酒种植而形成聚落，中世纪时成为一个天主教堂区。
法国大革命后，科尔贝伊和埃松均成为塞纳-瓦兹省的市镇，其中科尔贝伊在1790至1795年间曾为该省的地区行署，并一度被共和派更名为“科尔贝伊拉蒙塔涅”（Corbeil-la-Montagne；“la-Montagne”意为“山”）。工业革命期间，两条铁路线在科尔贝伊交汇，当地出现了多个新兴工业部门。第二次世界大战期间，科尔贝伊附近横跨塞纳河的桥梁曾一度成为重要的战略通道。
20世纪50年代末起，科尔贝伊-埃松被开发为巴黎南部的一个远郊卫星城，当地出现了大批集中式居民区，其中塔塔雷街区容纳了超过三万居民，成为埃松省人口最稠密的街区之一。

## 地理

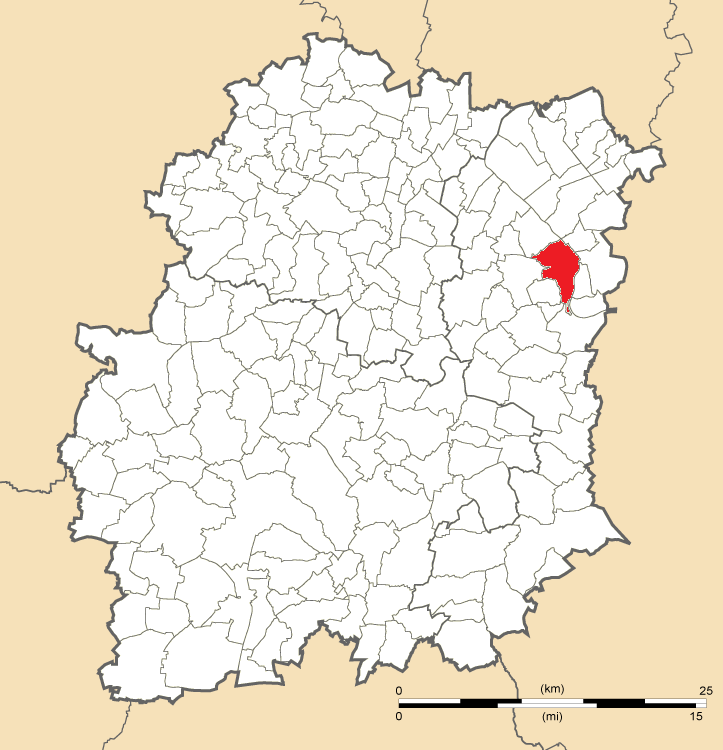
科尔贝伊-埃松（红色）在埃松省的位置

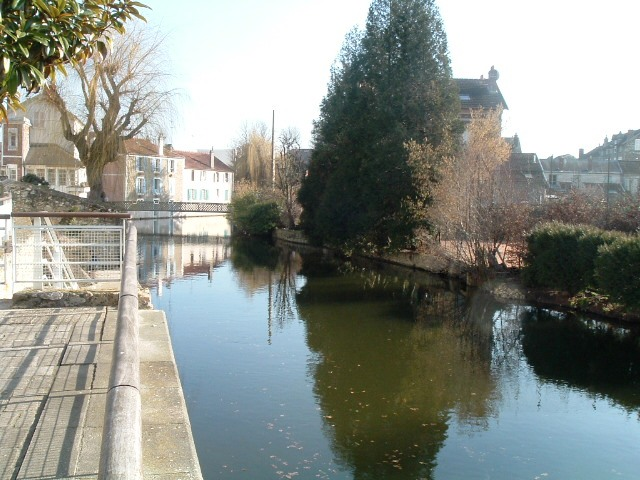
埃松河科尔贝伊-埃松段

科尔贝伊-埃松位于法国中北部，法兰西岛大区南部和埃松省东部偏北，距离省会埃夫里-库尔库罗讷大约3公里。与科尔贝伊-埃松接壤的市镇包括：埃蒂奥勒、勒库德赖-蒙索、利斯、塞纳河畔莫尔桑、奥尔穆瓦、圣日耳曼-莱科尔贝伊、圣皮埃尔迪佩赖、塞纳河畔桑特里、维拉贝、埃夫里-库尔库罗讷。

### 地形
科尔贝伊-埃松位于巴黎盆地腹地，境内总体地势平坦，市区西部的塔塔雷街区略有起伏，全境海拔在32到92米之间。

### 水文
塞纳河干流自南向北流经市区东部，其左岸支流埃松河流经科尔贝伊-埃松市中心，其交汇处附近被人工建筑物覆盖，最终以排水管的形式注入塞纳河。

### 植被
科尔贝伊-埃松属于温带落叶林区，市区内的主要绿地公园包括尚特梅尔勒公园（Parc Chantemerle）、达利米耶花园（Parc Dalimier）等，均常年免费向公众开放。
在鲜花城市的评比中，科尔贝伊-埃松被评为2星级鲜花城市。

### 气候
科尔贝伊-埃松在柯本气候分类法中属于温带海洋性气候。
距离科尔贝伊-埃松最近的气象站位于埃夫里-库尔库罗讷境内，建于2008年，以下为该气象站的数据（其中日照数据取自巴黎-奥利机场）：
| 科尔贝伊-埃松2008年－2019年 | 科尔贝伊-埃松2008年－2019年 | 科尔贝伊-埃松2008年－2019年 | 科尔贝伊-埃松2008年－2019年 | 科尔贝伊-埃松2008年－2019年 | 科尔贝伊-埃松2008年－2019年 | 科尔贝伊-埃松2008年－2019年 | 科尔贝伊-埃松2008年－2019年 | 科尔贝伊-埃松2008年－2019年 | 科尔贝伊-埃松2008年－2019年 | 科尔贝伊-埃松2008年－2019年 | 科尔贝伊-埃松2008年－2019年 | 科尔贝伊-埃松2008年－2019年 | 科尔贝伊-埃松2008年－2019年 |
| 月份                        | 1月                         | 2月                         | 3月                         | 4月                         | 5月                         | 6月                         | 7月                         | 8月                         | 9月                         | 10月                        | 11月                        | 12月                        | 全年                        |
| --------------------------- | --------------------------- | --------------------------- | --------------------------- | --------------------------- | --------------------------- | --------------------------- | --------------------------- | --------------------------- | --------------------------- | --------------------------- | --------------------------- | --------------------------- | --------------------------- |
| 历史最高温 °C（°F）         | 14.3 (57.7)                 | 20.4 (68.7)                 | 23.7 (74.7)                 | 29.5 (85.1)                 | 31.6 (88.9)                 | 36.6 (97.9)                 | 41.8 (107.2)                | 38.4 (101.1)                | 34.9 (94.8)                 | 27.9 (82.2)                 | 21.6 (70.9)                 | 16.3 (61.3)                 | 41.8 (107.2)                |
| 平均高温 °C（°F）           | 4 (39)                      | 7.5 (45.5)                  | 12 (54)                     | 17.3 (63.1)                 | 18.6 (65.5)                 | 22.9 (73.2)                 | 25.7 (78.3)                 | 25.1 (77.2)                 | 21.1 (70.0)                 | 16.1 (61.0)                 | 11 (52)                     | 5.1 (41.2)                  | 15.5 (59.9)                 |
| 日均气温 °C（°F）           | 1.2 (34.2)                  | 4.3 (39.7)                  | 7.7 (45.9)                  | 12.1 (53.8)                 | 13.9 (57.0)                 | 17.8 (64.0)                 | 20.3 (68.5)                 | 19.7 (67.5)                 | 16.1 (61.0)                 | 11.9 (53.4)                 | 8.2 (46.8)                  | 2.7 (36.9)                  | 11.3 (52.3)                 |
| 平均低温 °C（°F）           | −1.5 (29.3)                 | 1 (34)                      | 3.3 (37.9)                  | 6.9 (44.4)                  | 9.2 (48.6)                  | 12.8 (55.0)                 | 14.9 (58.8)                 | 14.2 (57.6)                 | 11.1 (52.0)                 | 7.7 (45.9)                  | 5.5 (41.9)                  | 0.3 (32.5)                  | 7.1 (44.8)                  |
| 历史最低温 °C（°F）         | −15.1 (4.8)                 | −8.5 (16.7)                 | −5.9 (21.4)                 | −1 (30)                     | 0.2 (32.4)                  | 5.8 (42.4)                  | 7.9 (46.2)                  | 6.3 (43.3)                  | 3.1 (37.6)                  | −1.8 (28.8)                 | −4.7 (23.5)                 | −6.7 (19.9)                 | −15.1 (4.8)                 |
| 平均降水量 mm（）           | 35.6 (1.40)                 | 42.1 (1.66)                 | 42.7 (1.68)                 | 33.6 (1.32)                 | 46.7 (1.84)                 | 52.2 (2.06)                 | 74.1 (2.92)                 | 43.7 (1.72)                 | 48.7 (1.92)                 | 31.6 (1.24)                 | 61.1 (2.41)                 | 52.6 (2.07)                 | 564.7 (22.23)               |
| 月均日照時數                | 43.4                        | 66.3                        | 162.6                       | 172.4                       | 165.4                       | 176.6                       | 232.1                       | 220.4                       | 193.9                       | 131.9                       | 49.1                        | 55.3                        | 1,669.4                     |
| 来源：infoclimat.fr         |                             |                             |                             |                             |                             |                             |                             |                             |                             |                             |                             |                             |                             |

## 行政区划
科尔贝伊-埃松是法国法兰西岛大区埃松省的一个市镇，编号为91174。科尔贝伊-埃松隶属于埃夫里区，隶属于埃松省第一选区，管理科尔贝伊-埃松县，同时也是大巴黎南部塞纳-埃松-塞纳尔城市圈公共社区的组成部分。
科尔贝伊-埃松市镇被划为10个街区，并实行街区自治制度。
法国国家统计与经济研究所（简称）在进行数据统计时，将包括科尔贝伊-埃松在内的1,794个市镇设为划入巴黎城市区。自2020年起，巴黎城市区被包含1,929个市镇的巴黎城市辐射区代替。此外，还将科尔贝伊-埃松市镇分为了17个“块区”（IRIS），以便于统计人口分布情况。

## 交通

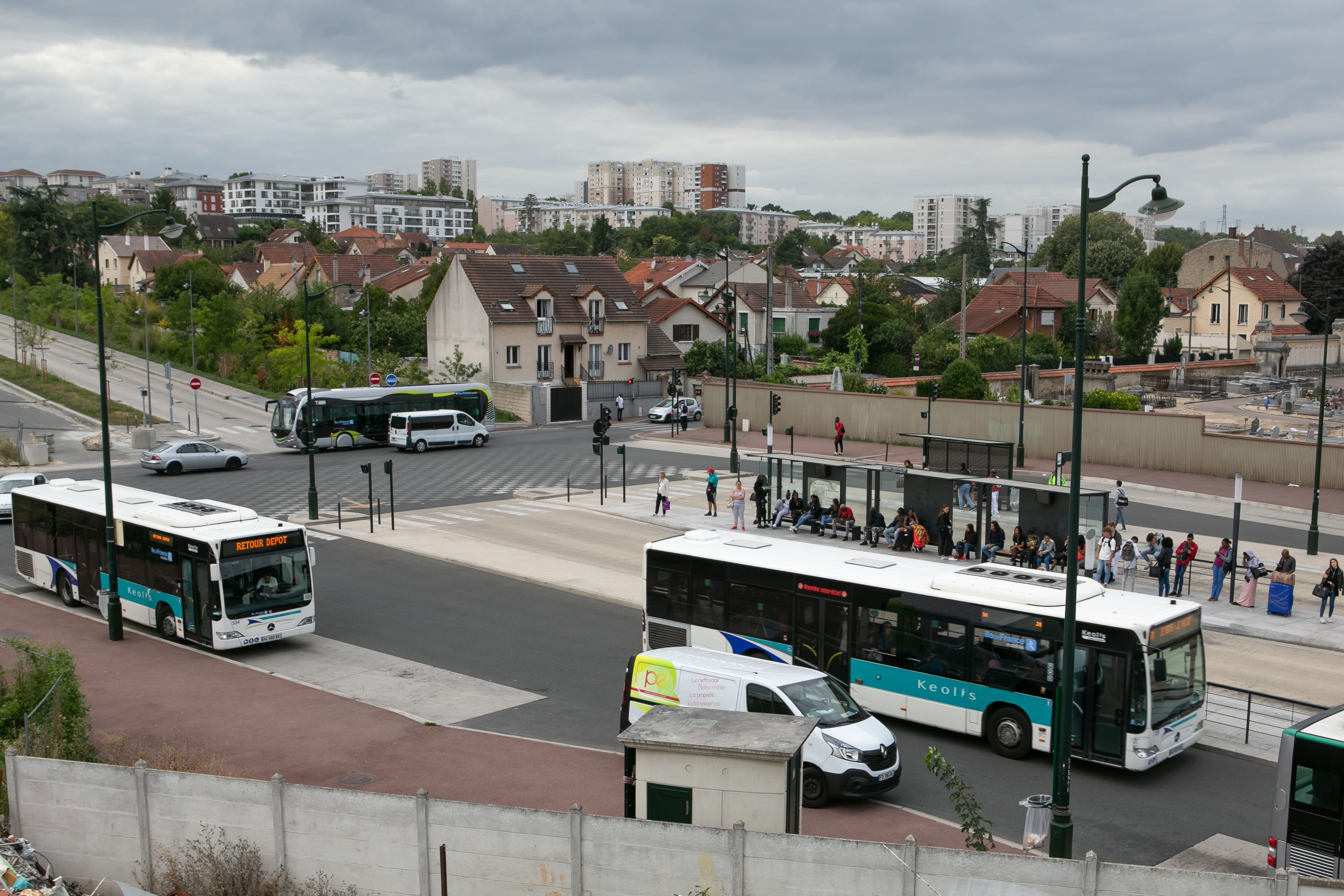
科尔贝伊-埃松火车站配套的枢纽汽车站

### 公路
法国国道N7线和N104线在境内北部交汇，另有多条埃松省省道经过科尔贝伊-埃松境内。
2017年，68.4%的科尔贝伊-埃松家庭拥有至少一辆的私人汽车。2019年，科尔贝伊-埃松境内共发生各类交通事故50起，造成66人受伤。

### 铁路
科尔贝伊-埃松位于三条铁路的交汇处：圣乔治新城－蒙塔日铁路、格里尼－科尔贝伊-埃松铁路和科尔贝伊-埃松－蒙特罗铁路。科尔贝伊-埃松站位于市区中北部，老城区以西，停靠法兰西岛大区快铁D线的列车，同时也是该线路上的节点车站。除此之外，科尔贝伊-埃松境内还有科尔贝伊罗班松和穆兰格朗站两个铁路车站。

### 对外交通
距离科尔贝伊-埃松最近的长途汽车站、长途客运铁路车站及民用航空站分别为巴黎贝西汽车站、马西TGV站和巴黎-奥利机场，距离科尔贝伊-埃松市中心的公路里程分别为39公里、24公里和18公里。

### 城市公共交通
截止2021年3月，共有1条区域快速铁路和23条公交线路途经科尔贝伊-埃松市镇范围内。
| 24.06：埃夫里-库尔库罗讷站 ↔ 里基耶河岸 ↔ 塞纳河畔穆瓦桑-市政厅 24.10：罗贝尔·杜瓦诺高级中学 ↔ 梅讷西-商业中心 | 229：梅讷西-马里·洛朗桑高级中学 ↔ 半月 ↔ 勒库德赖-蒙索 230：罗贝尔·杜瓦诺高级中学 ↔ 欧韦尔诺-拉布勒特里 |

| 300：科尔贝伊-埃松站 （市区环线） 301：赛风工厂 ↔ 勒库德赖-蒙索 302：亨利·迪南 ↔ 塞纳河畔莫尔桑-市政厅 303：科尔贝伊-埃松站 ↔ 亨利·迪南 ↔ 穆兰加朗火车站 | 304：科尔贝伊-埃松站 ↔ 维拉贝 305：科尔贝伊-埃松站 ↔ 瑞维西站 312：罗贝尔·杜瓦诺高级中学 ↔ 塞纳河畔莫尔桑-市政厅 313：罗贝尔·杜瓦诺高级中学 ↔ 穆兰加朗火车站 314：罗贝尔·杜瓦诺高级中学 ↔ 小韦尔-迪凯讷广场 |

| 7001：科尔贝伊-埃松站 ↔ 蒂热里-田圃 | 7006：罗贝尔·杜瓦诺高级中学 ↔ 圣日耳曼莱科尔贝伊-蝉洞 |

| 135：圣乔治新城站 ↔ 科尔贝伊-埃松站 | 144：巴黎-里昂火车站 ↔ 科尔贝伊-埃松站 |

## 政治

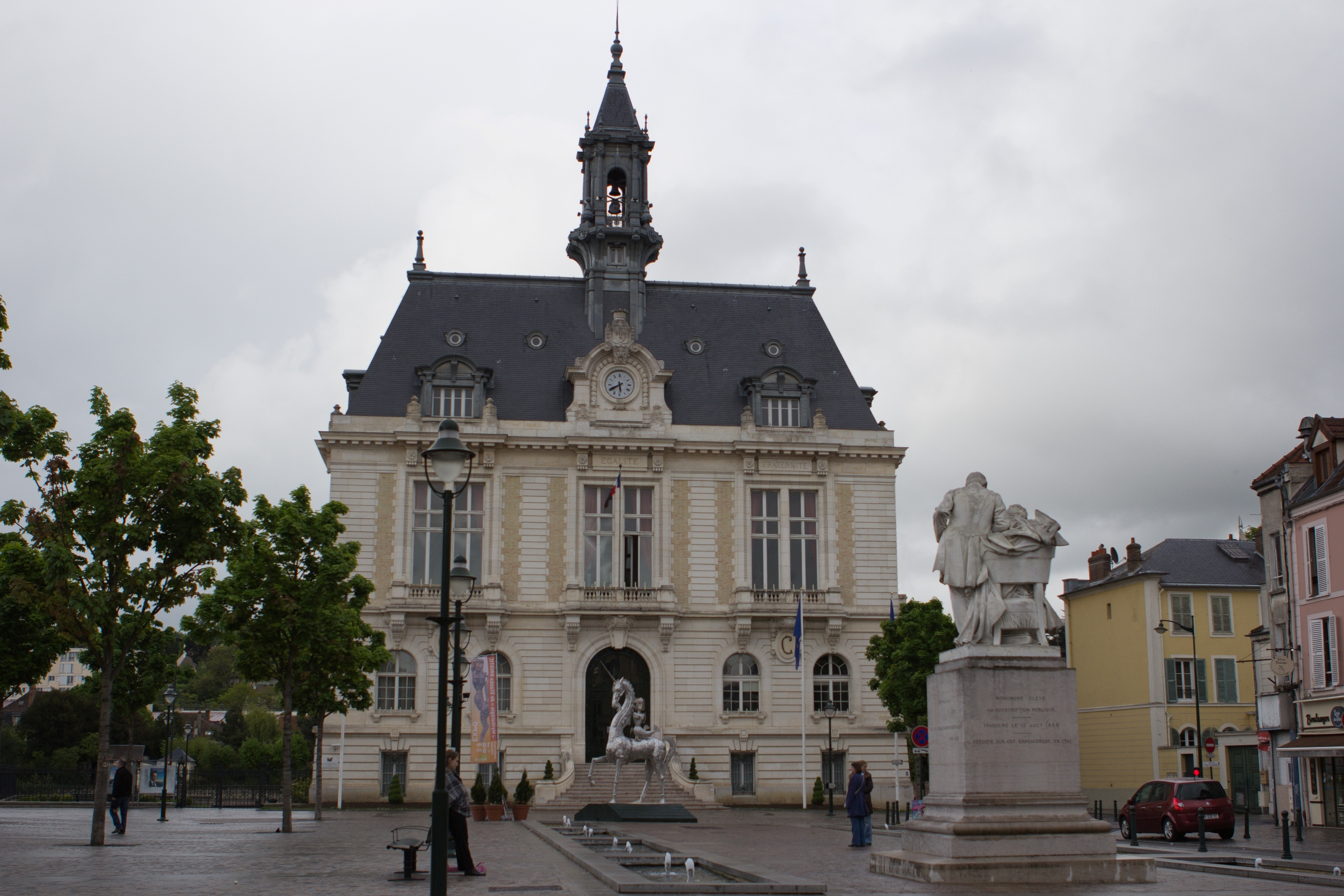
科尔贝伊-埃松市政厅

科尔贝伊-埃松的现任市长为布吕诺·皮里乌先生（Bruno Piriou），他是一名左翼无党派人士，在2020年的市政选举中获得了48.84%的支持率。
在2017年的法国总统大选中，法国第25任总统埃马纽埃尔·马克龙在科尔贝伊-埃松获得了72.21%的支持率。
| 科尔贝伊-埃松历届市长 |                  |                                  |
| 任期                  | 市长             | 党派                             |
| 1951年－1959年        | 乔治·古丹        | SFIO工人国际法国支部             |
| 1959年－1992年        | 罗歇·孔布里松    | PCF法国共产党                    |
| 1992年－1995年        | 玛丽-安娜·勒萨热 | PCF法国共产党                    |
| 1995年－2009年        | 塞尔日·达索      | RPR保衛共和聯盟 →UMP人民运动联盟 |
| 2009年－2020年        | 让-皮埃尔·贝希特 | UMP人民运动联盟 →LR共和黨        |
| 2020年－              | 布吕诺·皮里乌    | DVG左翼无党派人士                |

## 人口
2018年，科尔贝伊-埃松市镇人口数量为50,954，在法国排名第126位。其中男性25,251人，女性26,041人，75岁及以上人口占4.2%，外籍人口数量为13,294人，人口密度为4,628人/平方公里，当地居民被称为（男性）或（女性）。2019年，科尔贝伊-埃松境内出生1,068人，死亡人口273人。
| 年份   | 1936   | 1946   | 1954   | 1962   | 1968   | 1975   | 1982   | 1990   | 1999   | 2006   | 2011   | 2016   | 2018   |
| ------ | ------ | ------ | ------ | ------ | ------ | ------ | ------ | ------ | ------ | ------ | ------ | ------ | ------ |
| 人口數 | 11,180 | 10,976 | 22,891 | 26,805 | 32,192 | 38,859 | 37,846 | 40,345 | 39,378 | 40,929 | 44,223 | 51,049 | 50,954 |

## 经济
科尔贝伊-埃松是一个区域性的中心城市，当地共有各类用人单位6,342家，平均历史为11年，其中99.08%为中小型企业（PME）。（面粉加工）、（金属材料销售）及（电子元件）是当地2019年营业额最高的三个企业，分别为288,996,889欧元、173,133,070欧元和90,044,564欧元。

## 财政收入
2019年，科尔贝伊-埃松的财政收入总额为76,847,100欧元，财政支出总额为72,656,400欧元，当年的债务总额为121,580,000欧元。2020年，科尔贝伊-埃松共获得6,899,444欧元的国家财政补助，比上一年减少了0.01%。
2015年，科尔贝伊-埃松的人均月收入总额为2,242欧元，其中高级职员为3,960欧元，低于法国平均水平（4,103欧元）；中级职员为2,571欧元，高于法国平均水平（2,311欧元）；普通职员为1,860欧元，亦高于法国平均水平（1,662欧元）。
2017年，科尔贝伊-埃松境内的青壮年（15至64岁）失业率为11.9%，当地44.3%的家庭拥有纳税资格，平均纳税2,395欧元，低于法国平均水平（3,888欧元）。

## 社会事务

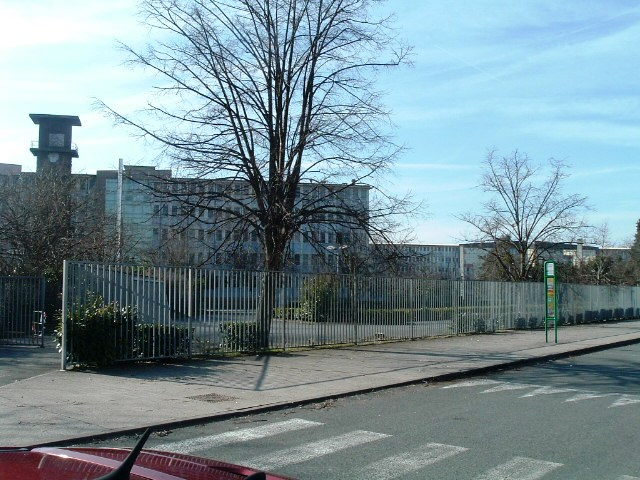
杜瓦诺高级中学

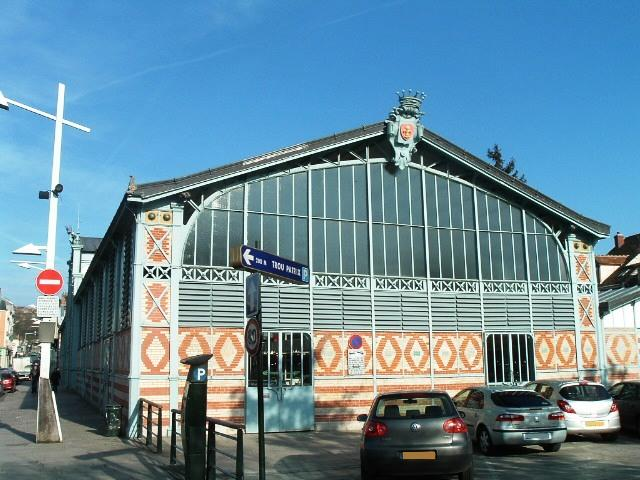
科尔贝伊-埃松集市大堂

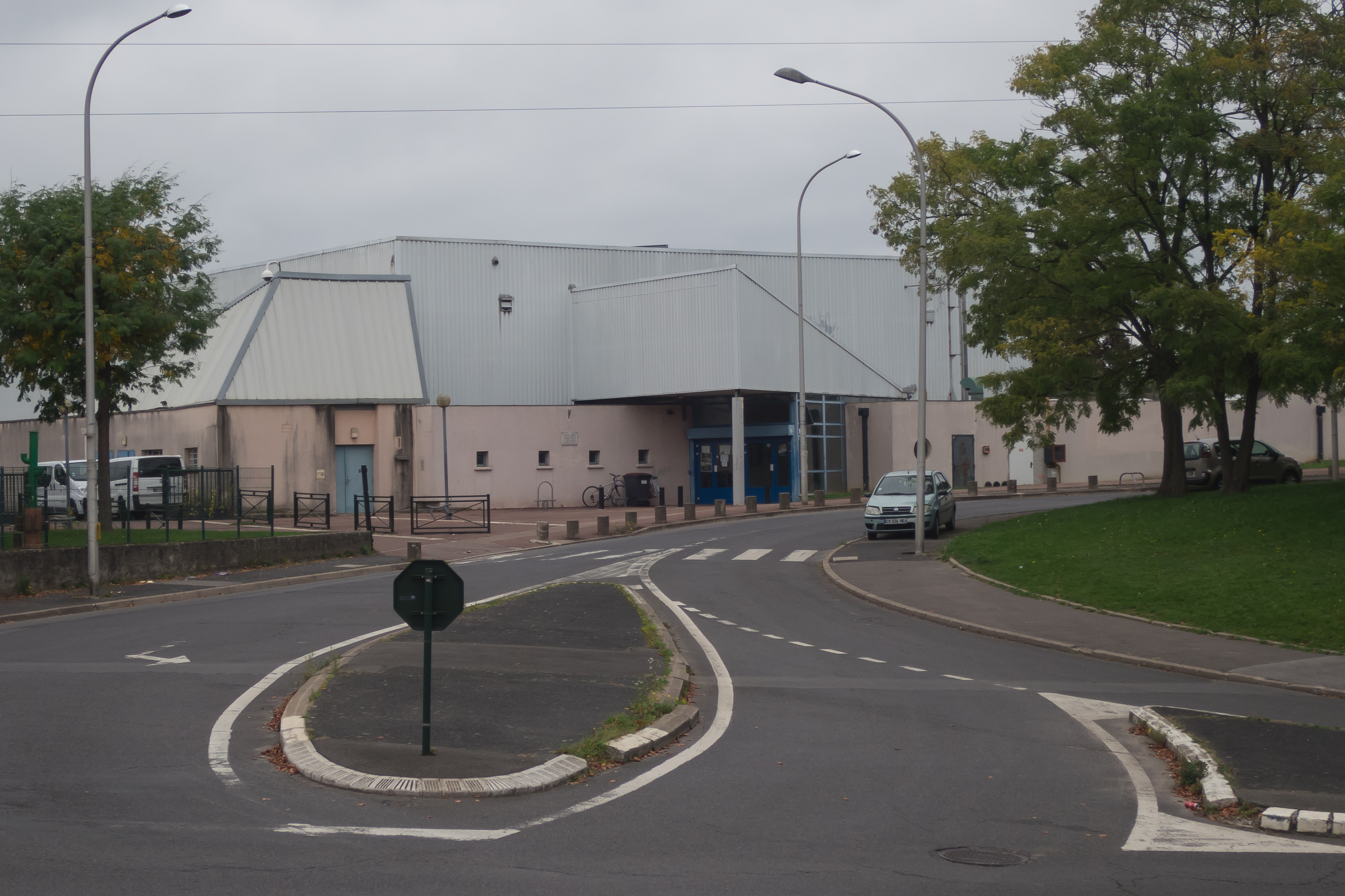
科尔贝伊-埃松境内的一处体育馆

### 教育
科尔贝伊-埃松属于凡尔赛学区。截止2019年1月1日，科尔贝伊-埃松境内共有15所幼儿园、20所小学、7所初级中学和2所普通高中。2018至2019学年度，科尔贝伊-埃松境内共有在校中等教育阶段学生5,777名。

### 医疗
截止2019年1月1日，科尔贝伊-埃松境内共有全科医生26名、保健师13名、牙医26名、护士45名、耳科医生2名、眼科医生4名、皮肤科医生5名、助产士15名、儿科医生4名和妇科医生2名。境内共有药房12家、养老院3家、残疾人帮扶中心7家。
南部法兰西岛中心医院是法国的一个区域性医疗机构，其主病区位于科尔贝伊-埃松市区，设有床位1,000个，是当地规模最大的公立综合性医院。

### 住房
2017年，科尔贝伊-埃松境内共有各类住房22,717套，其中22.2%为独立式居民区，76.5%为集中式居民区。常住房屋占科尔贝伊-埃松市镇范围内居民建筑总量的90.6%。
在住房保障政策方面，2017年，科尔贝伊-埃松境内共有6,783户家庭获得了住房经济补助，受益人数占总人口数量的13.2%，其中6,412份为房租补助。

### 商业
2019年，科尔贝伊-埃松境内共有各类实体商铺1,442家，其中餐厅211家、大型超市9家、杂货店51家、面包房39家、肉铺16家、书店4家、装饰品店4家、银行门店20家、美容美发店81家、汽车维修店78家。市中心建有一处Intermarché超市，市区南部则有一家利多超市。

### 体育
2019年，科尔贝伊-埃松境内共有2家游泳池、7间体育馆、1座综合体育场、16处网球场、5处足球或橄榄球场以及6处篮球或排球场。
截至2021年3月，科尔贝伊-埃松境内共有四家注册足球俱乐部，其中科尔贝伊-埃松体育联盟成立于1951年，此外当地还有一支五人制足球队。

### 环境
科尔贝伊-埃松的环境事务由其所属的公共社区负责。2019年，科尔贝伊-埃松境内共有7家污染企业。

### 治安
2019年，科尔贝伊-埃松市镇范围内有1处派出所。
2014年，科尔贝伊-埃松及附近地区共发生各类案件3,969起，其中盗窃类案件2,260起，经济类案件315起，毒品交易类案件166起。

## 文化
2019年，科尔贝伊-埃松境内共有2家剧场、1家电影院和1家音乐厅。科尔贝伊-埃松市政府提供多媒体中心，向公众全年开放。

### 建筑
科尔贝伊-埃松境内有多处法国国家文物保护单位，其中科尔贝伊-埃松圣斯皮尔大教堂、科尔贝伊大磨坊等为当地的代表性建筑物。

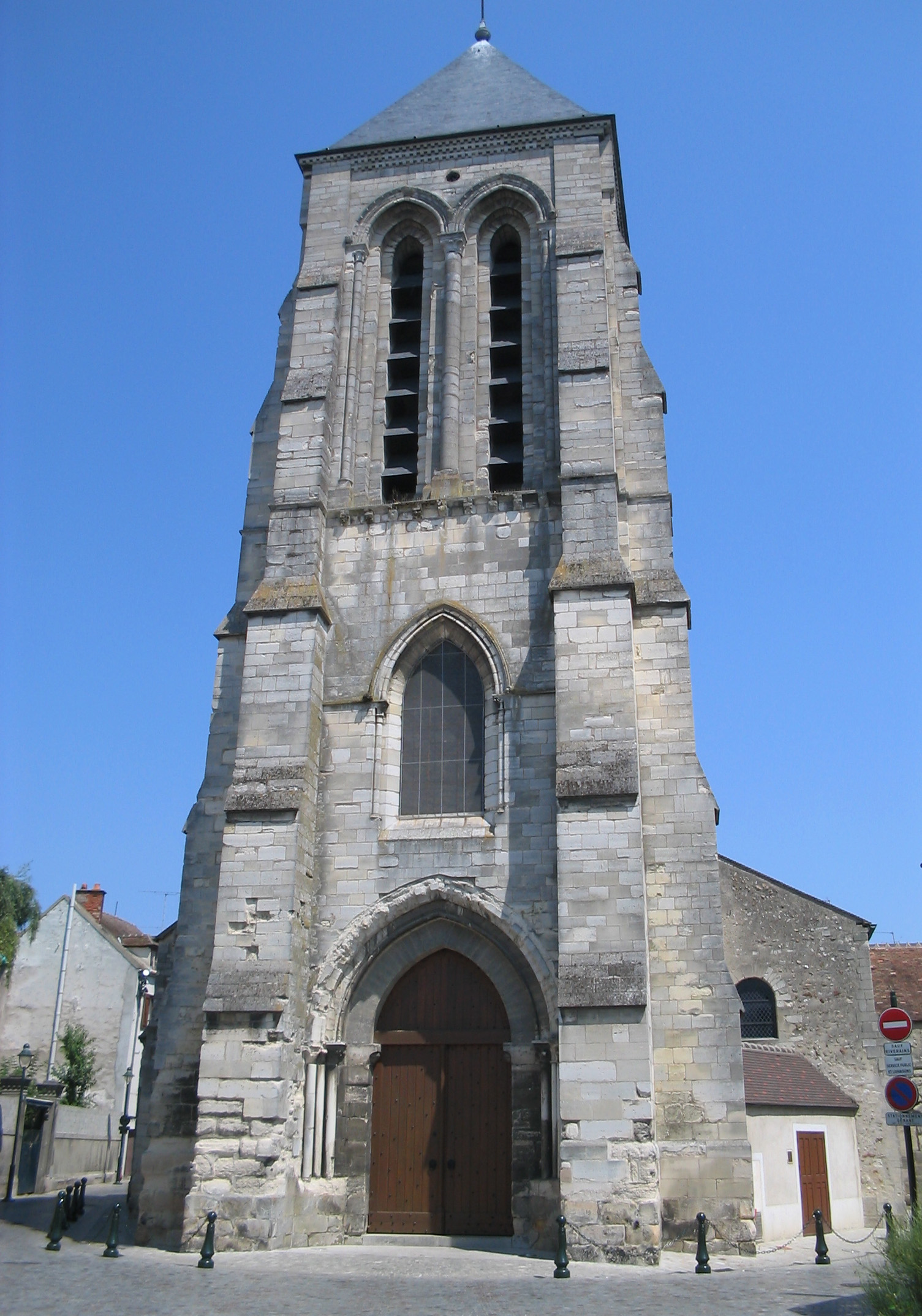
圣斯皮尔教堂（法语：Cathédrale Saint-Spire de Corbeil-Essonnes）
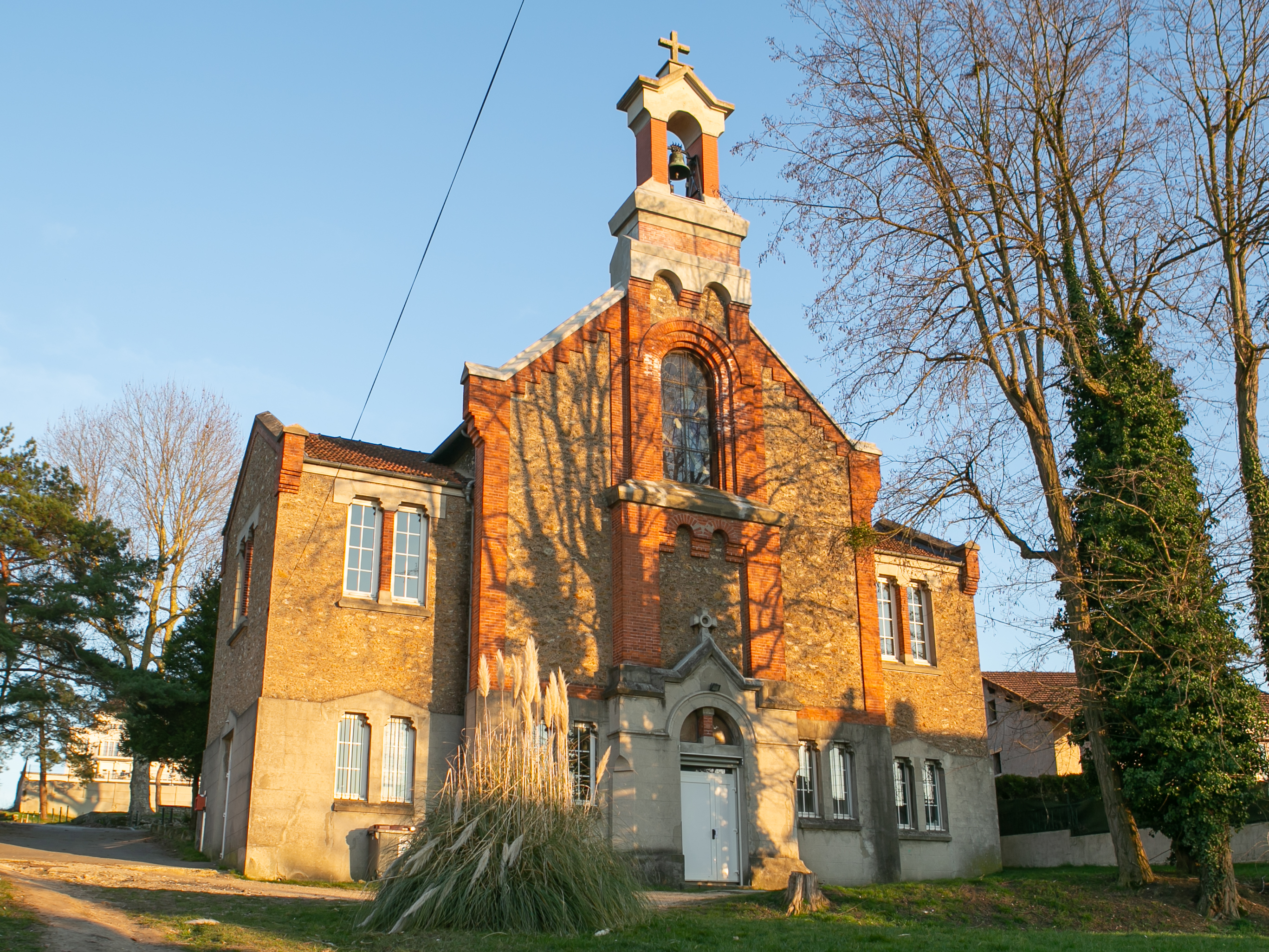
圣保罗教堂
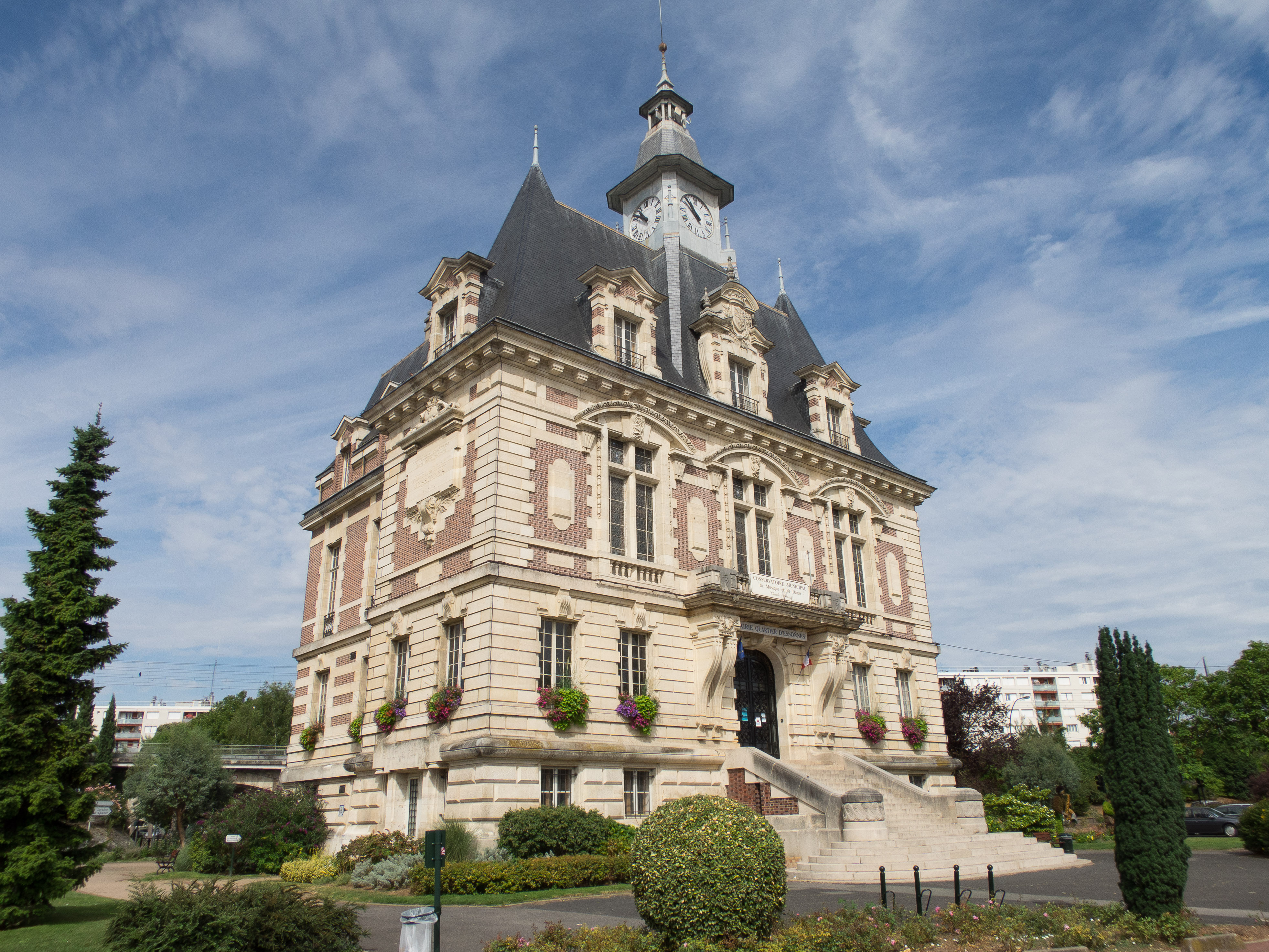
科尔贝伊音乐厅
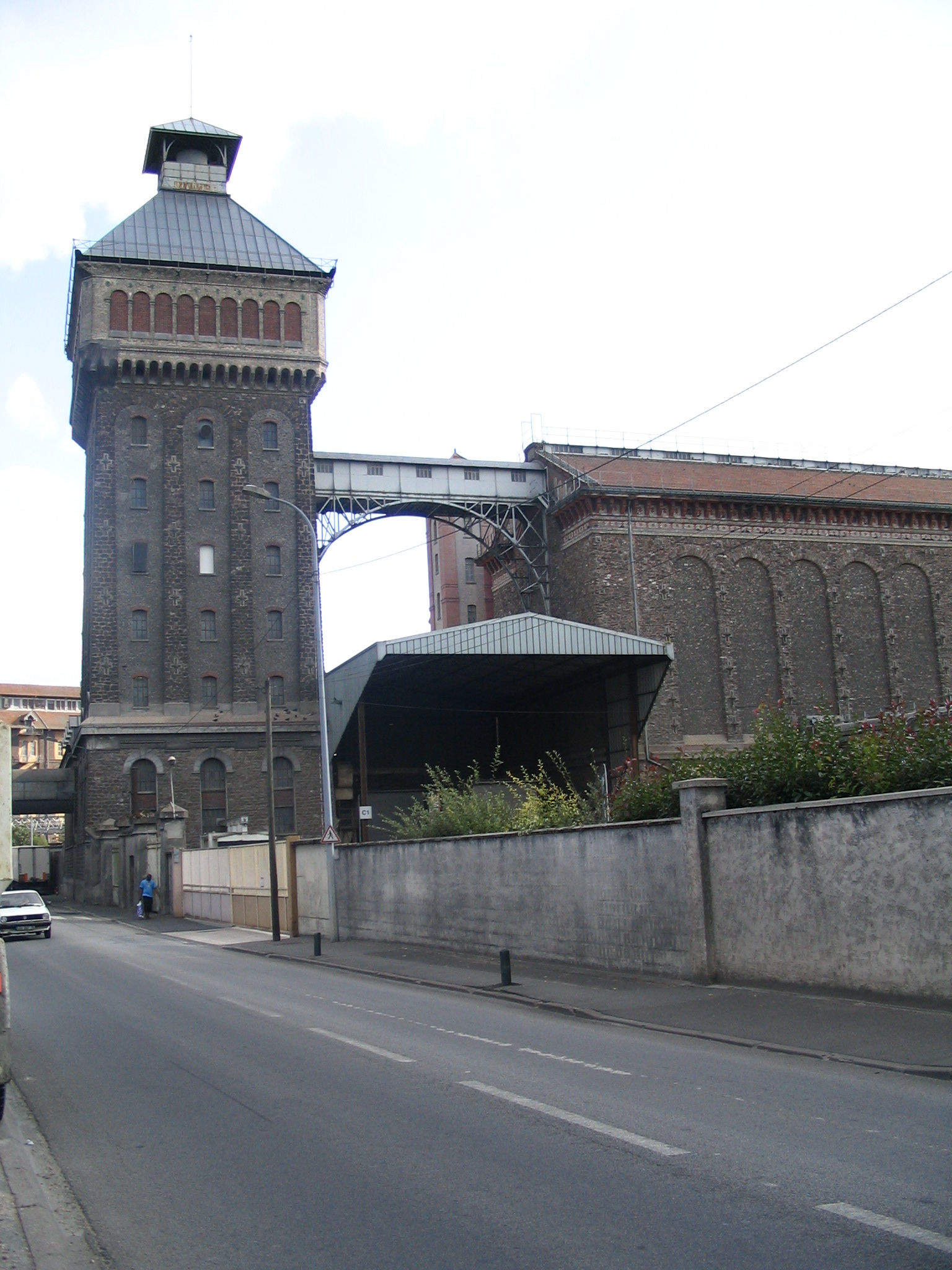
大磨坊
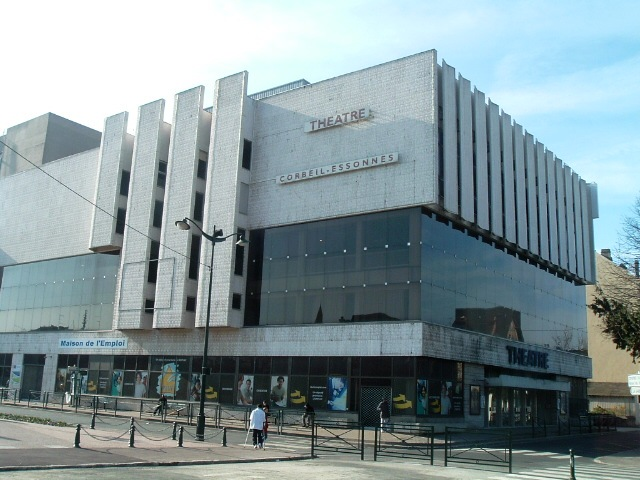
市政剧场
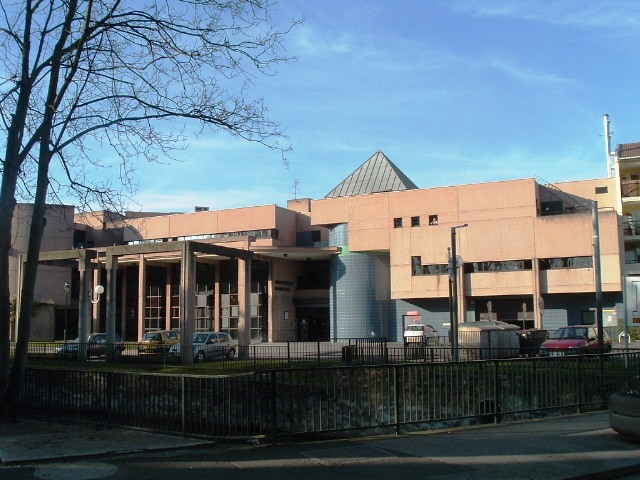
多媒体中心

### 旅游
科尔贝伊-埃松的旅游事务由其所属的公共社区负责。2020年，科尔贝伊-埃松境内共有3家宾馆共计142间房间。

### 媒体
法国主要的媒体均可在科尔贝伊-埃松接收，法国电视三台下属的法兰西岛大区频道在部分时段播出科尔贝伊-埃松所属区域的地方新闻。

## 相关人物
法国历史学家让-巴斯蒂特-加斯帕尔·当斯·德维卢瓦松、建筑师奥古斯特·布吕桑、画家让-巴斯蒂特·莫泽斯、演员克洛德·多凡和足球运动员夏迪·沙高出生于科尔贝伊-埃松。
法国现代说唱组合PNL生活于科尔贝伊-埃松的塔塔雷街区，其多个作品取景于此。

## 友好城市
截至2021年3月，科尔贝伊-埃松共与四座城市互为友好城市关系：
- 西班牙 阿尔西拉（1991年）
- 葡萄牙 贝利尼奥（2000年）
- 苏格兰 毕晓普布里格斯（1989年）
- 德国 辛德尔芬根（1961年）